# Polikarpon
Polikarpon (Polycarpon) – rodzaj roślin z rodziny goździkowatych. Obejmuje 8 gatunków. Występują one na wszystkich kontynentach z wyjątkiem Antarktydy. W Polsce odnotowano jeden gatunek zawleczony do Wrocławia – polikarpon czterolistny.

## Morfologia
PokrójRośliny jednoroczne z cienkim korzeniem palowym.
ŁodygaRozpostarta lub wzniesiona, zwykle silnie rozgałęziona.
LiścieNaprzeciwległe lub w okółkach po 4, ogonkowe. W każdym węźle dwa przylistki, srebrzyste, lancetowate do trójkątnie jajowatych, zwykle całobrzegie, na szczycie zaostrzone, także ościste. Blaszka liściowa z jedną wiązką przewodzącą, łopatkowata, owalna lub eliptyczna, na szczycie stępiona, rzadko krótko zaostrzona.
KwiatyKwiatostan szczytowy lub wyrastający w kącie liści, w postaci gęstej lub luźnej wierzchotki. W kwiatach hypancjum drobne, kubeczkowate. Działki kielicha drobne, do 2,5 mm długości, lancetowate do jajowatych, zielone, na brzegu biało obłonione, na szczycie zaostrzone. Płatki korony w liczbie 5, białe. Pręciki 3 do 5, między ich nitkami znajdują się miodniki. Słupek pojedynczy, z nitkowatą szyjką, niewyraźnie rozdzielającą się na trzy łatki i zakończony 3 znamionami.
OwoceTorebki owalne lub kuliste, otwierające się trzema klapami. Zawierają od 8 do 15 białawych nasion.

## Systematyka
Rodzaj zaliczany jest do plemienia Polycarpeae i podrodziny Paronychioideae w obrębie rodziny goździkowatych. 
Wykaz gatunków
- Polycarpon alsinifolium (Biv.) DC.
- Polycarpon apurense Kunth
- Polycarpon depressum Nutt.
- Polycarpon polycarpoides (Biv.) Zodda
- Polycarpon prostratum (Forssk.) Asch. & Schweinf.
- Polycarpon succulentum J.Gay
- Polycarpon tetraphyllum (L.) L. – polikarpon czterolistny
- Polycarpon urbanianum Muschl.